# Göran Bergengren
Göran Lars Bleckert Bergengren, född 18 april 1945 i Motala församling, Östergötlands län, är en svensk författare och biolog. Han har givit ut ett flertal böcker om natur och djur och fått flera utmärkelser. 2002 promoverades han till Filosofie hedersdoktor vid Linköpings universitet-

## Priser och utmärkelser
- 1988 – Årets Pandabok (barnboksklassen)
- 1988 – Erik Rosenbergs naturvårdsstipendium
- 1997 – Östgöta Correspondentens Palmærpris
- 2002 – Filosofie hedersdoktor vid Linköpings universitet
- 2007 – Eric och Ingrid Lilliehööks stipendium
- 2010 – Aspenströmpriset
- 2012 – Kulturpris ur förre landshövdingen Rolf Wirténs Kulturstiftelse
- 2013 – Hans Lidman stipendiet
- 2019 – Samfundet De Nios Särskilda pris
- 2019 – Linnépriset av Smålands Akademi